# Arbat
Arbat (ruski: Арба́т ) je pješačka ulica duga oko jedan kilometar u povijesnom središtu Moskve. Ulica postoji barem od 15. stoljeća, te je jedna od najstarijih preživjelih ulica ruske prijestolnice. Ulica je gotovo u potpunosti uništena u velikom požaru tijekom Napoleonove okupacije Moskve 1812. godine te je morala biti obnovljena. U 19. i početkom 20. stoljeća postala je poznata kao mjesto gdje živi niže plemstvo, umjetnici i akademici. U sovjetskom razdoblju bila je dom mnogih visokih državnih dužnosnika. 
Danas čini središte moskovskog distrikta Arbat. Izvorno ulica je bila dio važnog trgovački puta i bila je dom velikog broja obrtnika.  U Arbatu je smješten niz znamenitosti, kao što je kazalište Vahtangov za koje su vezani neki ruski umjetnici poput Puškina i Okudžave i zid spomena ruskoj rock zvijezdi Viktoru Coju, kao i brojna zdanja novog arhitektonskog stila.

## Vanjske poveznice
- Povijest ulice Arbar (rus.)